# Ischyodus
Ischyodus è un genere di pesci cartilaginei estinti, appartenenti agli olocefali. Visse tra il Giurassico medio e il Miocene (circa 175 - 20 milioni di anni fa) e i suoi resti fossili sono stati ritrovati in Europa, Nordamerica, Sudamerica, Antartide, Nuova Zelanda e Australia.

## Descrizione
La maggior parte dei fossili attribuiti a questo genere sono piastre dentarie isolate, ma alcuni fossili completi permettono di descrivere in dettaglio l'anatomia di Ischyodus. Questi pesci erano piuttosto simili alle attuali chimere (Chimaera monstrosa), ma se ne differenziavano per alcune caratteristiche. Il muso era allungato e ricurvo verso il basso, e si estendeva ben oltre il sistema della linea laterale presente sulla testa. In genere gli esemplari di Ischyodus non superavano il metro e mezzo di lunghezza, ma alcune piastre dentarie isolate fanno supporre l'esistenza di esemplari lunghi oltre due metri. 
I maschi di Ischyodus possedevano un clasper frontale dotato di un complesso tenacolare ben sviluppato. Ischyodus era dotato inoltre di una pinna dorsale alta, sorretta da una spina robusta e di grandi dimensioni (lunga fino a 42 centimetri). Una seconda pinna dorsale, sprovvista di spina, era più piccola della precedente ma anch'essa era alta e corta. Erano inoltre presenti una pinna anale e una coda decisamente eterocerca, molto diversa da quella leptocerca delle chimere attuali. In generale, la morfologia di Ischyodus richiama i recenti callorinchi (gen. Callorhinchus). 

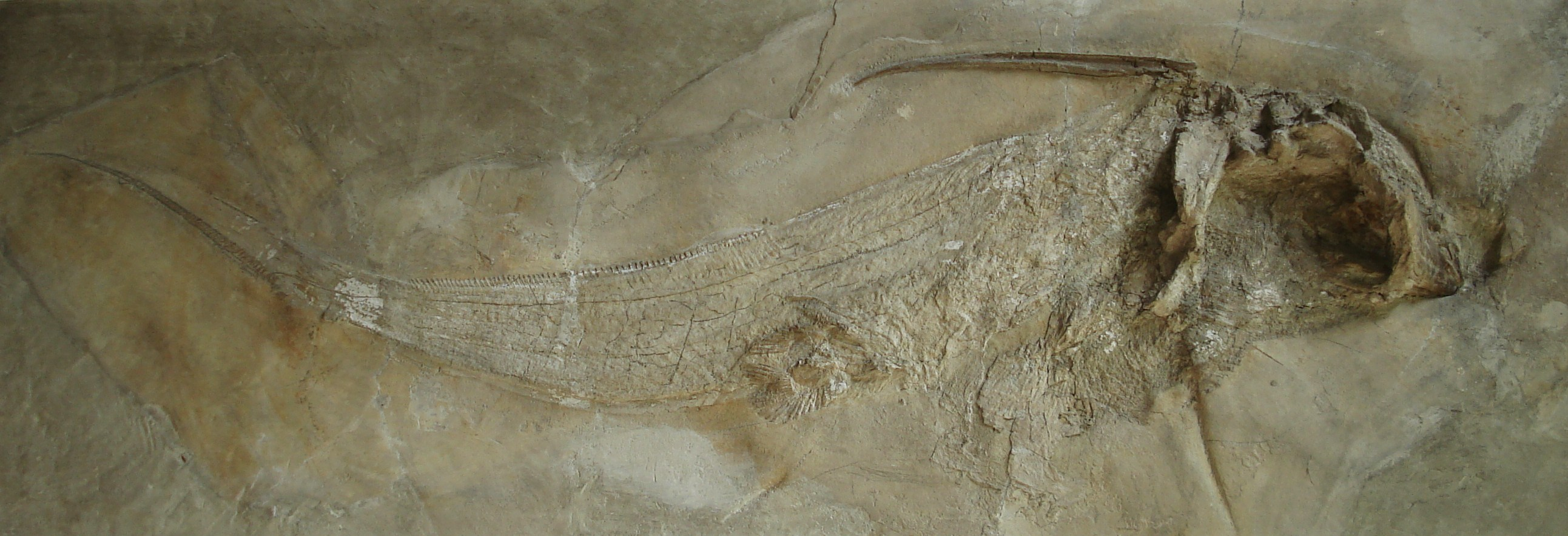
Fossile di Ischyodus quenstedti

## Classificazione
Il genere Ischyodus venne istituito da Egerton nel 1843, per accogliere la specie Chimaera townsendi descritta da William Buckland nel 1835 sulla base di fossili provenienti dal Giurassico superiore (Titoniano) dell'Inghilterra. Oltre alla specie tipo Ischyodus townsendi, a questo genere sono state successivamente ascritte una quantità di specie provenienti da un orizzonte stratigrafico eccezionalmente ampio, che va dal Giurassico medio al Miocene inferiore. Gran parte di queste specie sono state però descritte sulla base di piastre dentarie isolate, e sono state ascritte al genere solo per similitudini tra le piastre. 
Solo alcuni fossili eccezionalmente completi del Giurassico superiore (Kimmeridgiano e Titoniano) provenienti dai Lagerstätten della Germania meridionale (Solnhofen, Eichstaett, ecc.) e appartenenti alla specie Ischyodus quenstedti hanno permesso di ricostruire l'anatomia completa dei rappresentanti di questo genere di olocefali. Uno studio del 2023 ha indicato che questa specie ben nota potrebbe essere conspecifica con una delle prime specie descritte, I. egertoni, del Giurassico medio - superiore dell'Inghilterra meridionale. 
Tra le altre specie basate su resti frammentari, si ricordano le antiche I. aalensis e I. personati (Bajociano della Germania) e I. bifurcatus (Cretaceo superiore degli Stati Uniti). Fossili appartenenti a questo genere sono stati ritrovati anche in Sudamerica, Antartide, Nuova Zelanda e Australia.

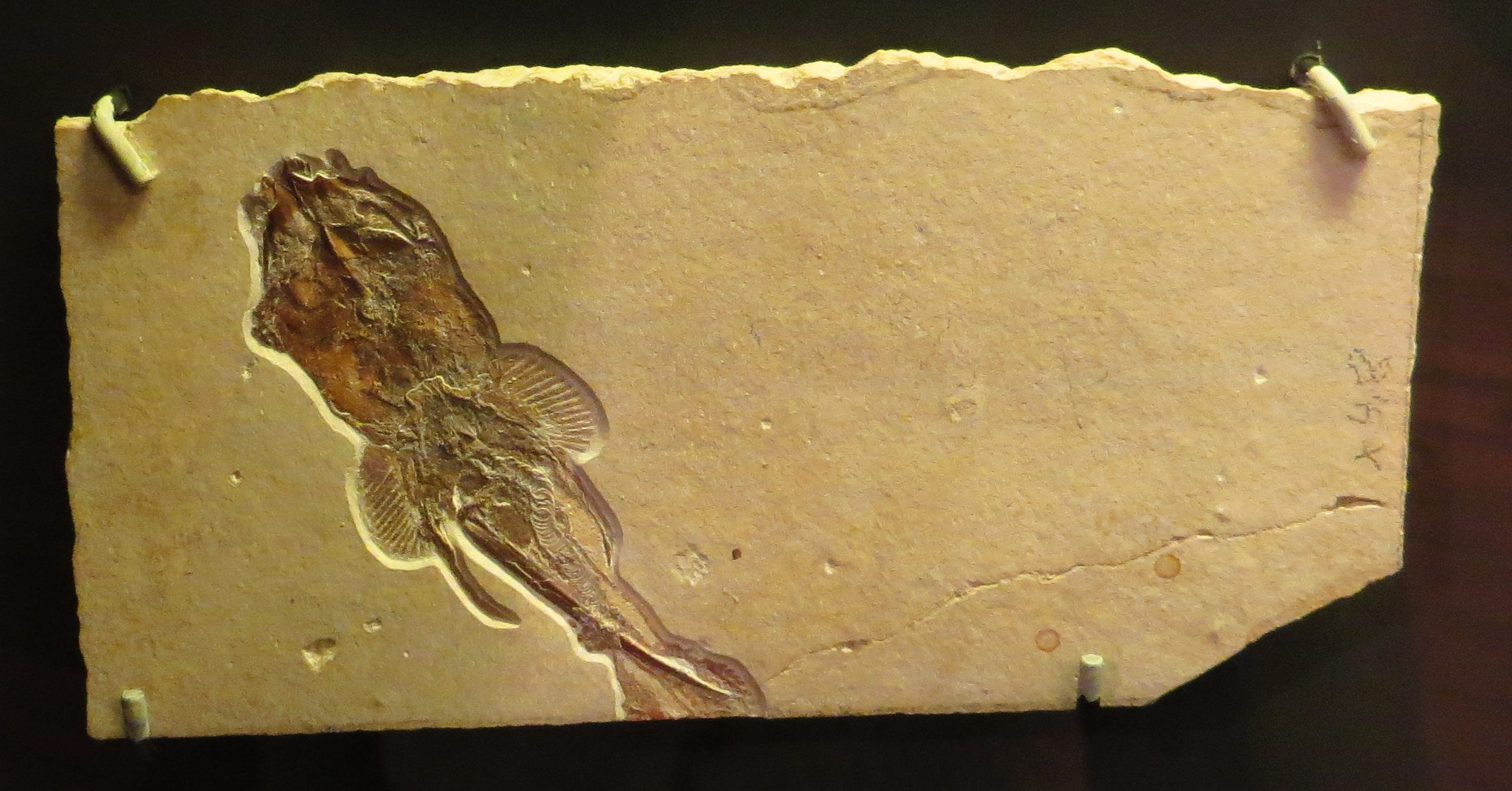
Fossile di un esemplare giovane di Ischyodus

## Paleoecologia
Si suppone che le specie del genere Ischyodus fossero animali di mare profondo, che risalivano nelle zone più superficiali e nelle lagune solo durante il periodo riproduttivo, come molti olocefali attuali (Villalobos-Segura et al., 2023).